# Biathlon-Weltmeisterschaften 2000
Die 35. Biathlon-Weltmeisterschaften fanden vom 19. bis 27. Februar 2000 im norwegischen Oslo (Holmenkollen) statt.
Die letzte Entscheidung der Weltmeisterschaften, die Staffel der Männer, musste während des laufenden Wettkampfs abgebrochen werden, da die Athleten bei immer dichter werdendem Nebel die Scheiben nicht mehr erkennen konnten. Das Rennen wurde am 11. März 2000 im Rahmen des Weltcups im finnischen Lahti nachgeholt.

## Wettbewerbe
Im Wettbewerbsangebot änderte sich nichts gegenüber den vorangegangenen Weltmeisterschaften. Für Frauen und Männer wurden je fünf Wettkämpfe ausgetragen: Sprint (Männer: 10 km / Frauen 7,5 km), Verfolgung (Männer: 12,5 km / Frauen 10 km), Einzel (Männer: 20 km / Frauen 15 km), Massenstart (Männer: 15 km / Frauen 12,5 km), Staffel (Männer und Frauen je 4 × 7,5 km).

## Männer

### Sprint 10 km
| Platz | Sportler             | Zeit/Rückstand | Schießfehler |
| ----- | -------------------- | -------------- | ------------ |
| 01    | Frode Andresen       | 023:51,2 min   | 1 (0-1)      |
| 02    | Pawel Rostowzew      | 00+9,5 s00     | 0 (0-0)      |
| 03    | René Cattarinussi    | 00+19,2 s00    | 0 (0-0)      |
| 04    | Frank Luck           | 00+19,6 s00    | 1 (1-0)      |
| 05    | Ole Einar Bjørndalen | 00+27,4 s00    | 2 (1-1)      |
| 06    | Raphaël Poirée       | 00+27,5 s00    | 1 (0-1)      |
| 07    | Ricco Groß           | 00+28,1 s00    | 1 (0-1)      |
| 08    | Peter Sendel         | 00+31,4 s00    | 0 (0-0)      |
| 09    | Sergei Roschkow      | 00+40,6 s00    | 0 (0-0)      |
| 10    | Paavo Puurunen       | 00+43,1 s00    | 0 (0-0)      |
| 11    | Wolfgang Rottmann    | 00+43,3 s00    | 2 (1-1)      |
|       |                      |                |              |
| 13    | Ludwig Gredler       | 00+48,9 s00    | 2 (2-0)      |
|       |                      |                |              |
| 23    | Wolfgang Perner      | +1:15,7 min    | 2 (0-2)      |
|       |                      |                |              |
| 33    | Marco Morgenstern    | +1:24,8 min    | 2 (1-1)      |
| 34    | Patrick Favre        | +1:26,9 min    | 1 (0-1)      |
| 35    | Devis Da Canal       | +1:30,2 min    | 2 (1-1)      |
|       |                      |                |              |
| 40    | Sven Fischer         | +1:41,1 min    | 3 (2-1)      |
|       |                      |                |              |
| 45    | Reinhard Neuner      | +1:56,4 min    | 2 (2-0)      |
|       |                      |                |              |
| 50    | Wilfried Pallhuber   | +2:09,7 min    | 2 (1-1)      |
|       |                      |                |              |
| 55    | Jean-Marc Chabloz    | +2:26,1 min    | 2 (1-1)      |
|       |                      |                |              |
| 60    | Roland Zwahlen       | +2:39,6 min    | 1 (0-1)      |
|       |                      |                |              |
| 69    | Corsin Rauch         | +3:02,1 min    | 3 (2-1)      |
|       |                      |                |              |
| 86    | Dani Niederberger    | +4:20,2 min    | 0 (0-0)      |
| …     |                      |                |              |

Datum:19. Februar 2000
Nach dem Rennen stellte die Jury fest, dass der Sieger Frode Andresen sein Magazin bereits am Start in die Waffe eingeführt hatte, was aus Sicherheitsgründen eigentlich nur am Schießstand unmittelbar vor dem Schießen erlaubt ist. Die Jury entschied jedoch, dass Andresen seinen Titel behalten könne. Kurz nach der Entscheidung gab Andresen seine Goldmedaille freiwillig zurück. Die WM-Wertung blieb allerdings unverändert.

### Verfolgung 12,5 km
| Platz | Sportler             | Zeit/Rückstand | Schießfehler |
| ----- | -------------------- | -------------- | ------------ |
| 01    | Frank Luck           | 033:21,9 min   | 2 (1-0-0-1)  |
| 02    | Pawel Rostowzew      | 000+3,3 s00    | 2 (0-1-1-0)  |
| 03    | Raphaël Poirée       | 00+15,1 s00    | 3 (0-1-1-1)  |
| 04    | Ole Einar Bjørndalen | 00+26,9 s00    | 4 (1-1-1-1)  |
| 05    | Halvard Hanevold     | 00+35,3 s00    | 2 (2-0-0-0)  |
| 06    | Frode Andresen       | 00+46,3 s00    | 6 (1-0-3-2)  |
| 07    | Oļegs Maļuhins       | 00+47,0 s00    | 3 (3-0-0-0)  |
| 08    | René Cattarinussi    | +1:06,0 min    | 2 (1-0-0-1)  |
| 09    | Ludwig Gredler       | +1:14,4 min    | 5 (2-2-0-1)  |
| 10    | Oleksij Ajdarow      | +1:20,4 min    | 3 (2-0-1-0)  |
|       |                      |                |              |
| 12    | Peter Sendel         | +1:24,7 min    | 3 (1-2-0-0)  |
| 13    | Sven Fischer         | +1:28,7 min    | 3 (2-0-1-0)  |
|       |                      |                |              |
| 15    | Marco Morgenstern    | +1:44,8 min    | 3 (0-0-1-2)  |
|       |                      |                |              |
| 18    | Ricco Groß           | +2:09,8 min    | 5 (1-2-2-0)  |
|       |                      |                |              |
| 21    | Patrick Favre        | +2:26,6 min    | 3 (0-2-1-0)  |
|       |                      |                |              |
| 24    | Wolfgang Perner      | +2:33,6 min    | 5 (2-1-2-0)  |
|       |                      |                |              |
| 33    | Wolfgang Rottmann    | +2:47,2 min    | 8 (1-2-4-1)  |
| 34    | Devis Da Canal       | +2:55,9 min    | 5 (2-0-2-1)  |
|       |                      |                |              |
| 46    | Reinhard Neuner      | +4:22,5 min    | 6 (2-0-0-4)  |
|       |                      |                |              |
| 51    | Wilfried Pallhuber   | +4:44,9 min    | 6 (1-1-2-2)  |
|       |                      |                |              |
| 55    | Jean-Marc Chabloz    | +5:05,5 min    | 5 (3-0-1-1)  |
|       |                      |                |              |
| LAP   | Roland Zwahlen       | …              | 5 (2-1-1-1)  |

Datum:20. Februar 2000

### Einzel 20 km
| Platz | Sportler          | Zeit/Rückstand | Schießfehler |
| ----- | ----------------- | -------------- | ------------ |
| 01    | Wolfgang Rottmann | 0053:36,2 min  | 1 (0-0-0-1)  |
| 02    | Ludwig Gredler    | 000+35,0 s00   | 2 (0-1-0-1)  |
| 03    | Frank Luck        | 0+1:21,9 min   | 1 (0-0-0-1)  |
| 04    | Raphaël Poirée    | 0+1:24,5 min   | 2 (1-0-0-1)  |
| 05    | Oleksij Ajdarow   | 0+1:26,7 min   | 1 (1-0-0-0)  |
| 06    | Peter Sendel      | 0+1:32,3 min   | 1 (1-0-0-0)  |
| 07    | Marek Matiaško    | 0+1:56,5 min   | 0 (0-0-0-0)  |
| 08    | Alexander Wolf    | 0+2:06,8 min   | 2 (1-1-0-0)  |
| 09    | Ricco Groß        | 0+2:15,3 min   | 2 (2-0-0-0)  |
| 10    | Halvard Hanevold  | 0+2:47,1 min   | 1 (1-0-0-0)  |
|       |                   |                |              |
| 19    | Sven Fischer      | 0+3:46,0 min   | 4 (0-1-3-0)  |
|       |                   |                |              |
| 22    | Devis Da Canal    | 0+4:06,0 min   | 4 (1-1-1-1)  |
|       |                   |                |              |
| 29    | Jean-Marc Chabloz | 0+5:07,7 min   | 2 (0-1-1-0)  |
|       |                   |                |              |
| 43    | René Cattarinussi | 0+6:40,1 min   | 4 (0-2-1-1)  |
|       |                   |                |              |
| 47    | Patrick Favre     | 0+6:53,1 min   | 2 (0-2-1-0)  |
|       |                   |                |              |
| 52    | Günther Beck      | 0+7:12,4 min   | 6 (1-3-2-0)  |
| 53    | Wolfgang Perner   | 0+7:22,7 min   | 7 (1-2-1-3)  |
|       |                   |                |              |
| 63    | Roland Zwahlen    | 0+8:07,5 min   | 4 (0-1-1-2)  |
| 64    | Enrico Tach       | 0+8:22,9 min   | 5 (3-1-0-1)  |
|       |                   |                |              |
| 66    | Dani Niederberger | 0+8:29,2 min   | 2 (1-0-0-1)  |
|       |                   |                |              |
| 89    | Corsin Rauch      | +15:09,5 min   | 9 (2-1-2-4)  |
| …     |                   |                |              |

Datum:23. Februar 2000

### Massenstart 15 km
| Platz | Sportler             | Zeit/Rückstand | Schießfehler |
| ----- | -------------------- | -------------- | ------------ |
| 01    | Raphaël Poirée       | 039:31,5 min   | 1 (0-0-1-0)  |
| 02    | Pawel Rostowzew      | 000+9,4 s00    | 2 (0-1-1-0)  |
| 03    | Ole Einar Bjørndalen | 00+18,4 s00    | 3 (0-2-1-0)  |
| 04    | Peter Sendel         | 00+41,1 s00    | 2 (2-0-0-0)  |
| 05    | Wolfgang Rottmann    | 00+50,6 s00    | 3 (0-1-1-1)  |
| 06    | Ricco Groß           | +1:00,8 min    | 1 (0-1-0-0)  |
| 07    | Oļegs Maļuhins       | +1:01,0 min    | 3 (0-1-0-2)  |
| 08    | Paavo Puurunen       | +1:01,7 min    | 1 (1-0-0-0)  |
| 09    | Wolfgang Perner      | +1:06,4 min    | 3 (0-1-1-1)  |
| 10    | Halvard Hanevold     | +1:13,9 min    | 3 (1-0-1-1)  |
|       |                      |                |              |
| 13    | Sven Fischer         | +1:30,9 min    | 2 (2-0-0-0)  |
|       |                      |                |              |
| 15    | Marco Morgenstern    | +2:00,9 min    | 4 (0-1-0-3)  |
|       |                      |                |              |
| 17    | Frank Luck           | +2:19,7 min    | 4 (3-1-0-0)  |
|       |                      |                |              |
| 19    | Ludwig Gredler       | +2:40,3 min    | 6 (2-2-0-2)  |
|       |                      |                |              |
| DNF   | René Cattarinussi    | …              | … (2-1-2-x)0 |

Datum:26. Februar 2000

### Staffel 4 × 7,5 km
| Platz | Land/Sportler                                                                                        | Zeit/Rückstand | Schießfehler                             |
| ----- | --- | -------------- | ---------------------------------------- |
| 01    | Russland 0000Wiktor Maigurow 0000Sergei Roschkow 0000Wladimir Dratschow 0000Pawel Rostowzew          | 1:33:39,8 h    | 0+6 0+5 0+3 0+3 1+3 0+0 0+0 0+2 0+0 0+0  |
| 02    | Norwegen 0000Egil Gjelland 0000Frode Andresen 0000Halvard Hanevold 0000Ole Einar Bjørndalen          | 00+39,8 s00    | 0+0 0+0 0+0 0+1 1+3 0+3 0+0 0+0          |
| 03    | Deutschland 0000Frank Luck 0000Peter Sendel 0000Sven Fischer 0000Ricco Groß                          | 00+53,6 s00    | 1+6 1+5 0+0 0+2 0+3 1+3 1+3 0+0 0+0 0+0  |
| 04    | Belarus 0000Oleksij Ajdarow 0000Rustam Waliullin 0000Wadsim Saschuryn 0000Aleh Ryschankou            | +1:22,0 min    | 0+8 0+4 0+3 0+1 0+3 0+0 0+1 0+0 0+1 0+3  |
| 05    | Italien 0000Helmuth Messner 0000René Cattarinussi 0000Wilfried Pallhuber 0000Devis Da Canal          | +1:37,0 min    | 0+3 1+9 0+2 1+3 0+1 0+0 0+0 0+3          |
| 06    | Lettland 0000Oļegs Maļuhins 0000Jēkabs Nākums 0000Gundars Upenieks 0000Ilmārs Bricis                 | +1:49,7 min    | 0+6 0+5 0+1 0+1 0+0 0+2 0+2 0+0 0+3 0+2  |
| 07    | Tschechien 0000Petr Garabík 0000Ivan Masařík 0000Roman Dostál 0000Zdeněk Vítek                       | +2:35,5 min    | 1+3 2+6 0+0 0+1 0+0 0+0 1+3 2+3 0+0 0+2  |
| 08    | Ukraine 0000Wjatscheslaw Derkatsch 0000Andrij Derysemlja 0000Oleksandr Bilanenko 0000Ruslan Lyssenko | +3:12,8 min    | 0+5 0+4 0+0 0+0 0+2 0+3 0+3 0+0 0+0 0+1  |
| 09    | Österreich 0000Wolfgang Perner 0000Ludwig Gredler 0000Günther Beck 0000Wolfgang Rottmann             | +3:42,4 min    | 2+5 3+10 0+1 1+3 2+3 1+3 0+1 0+1 0+0 1+3 |
| 10    | Frankreich 0000Julien Robert 0000Vincent Defrasne 0000Andreas Heymann 0000Raphaël Poirée             | +4:12,9 min    | 0+4 1+6 0+1 1+3 0+1 0+1 0+2 0+1 0+0 0+1  |
| …     | |                |                                          |

Datum:11. März 2000 in Lahti
Anmerkung:
Die erste Austragung am 27. Februar 2000 in Oslo war wegen zu starken Nebels abgebrochen worden.

## Frauen

### Sprint 7,5 km
| Platz | Sportlerin              | Zeit/Rückstand | Schießfehler |
| ----- | ----------------------- | -------------- | ------------ |
| 01    | Liv Grete Skjelbreid    | 020:51,9 min   | 0 (0-0)      |
| 02    | Katrin Apel             | 00+29,8 s00    | 1 (0-1)      |
| 03    | Martina Zellner         | 00+30,6 s00    | 1 (1-0)      |
| 04    | Magdalena Forsberg      | 00+47,9 s00    | 1 (1-0)      |
| 04    | Swetlana Ischmuratowa   | 00+47,9 s00    | 1 (1-0)      |
| 06    | Swetlana Tschernoussowa | 00+51,8 s00    | 1 (0-1)      |
| 07    | Uschi Disl              | 00+55,2 s00    | 1 (0-1)      |
| 08    | Andrea Henkel           | 00+59,0 s00    | 0 (0-0)      |
| 09    | Swjatlana Paramyhina    | +1:02,8 min    | 0 (0-0)      |
| 10    | Irina Nikultschina      | +1:15,6 min    | 1 (1-0)      |
|       |                         |                |              |
| 13    | Michela Ponza           | +1:22,8 min    | 0 (0-0)      |
|       |                         |                |              |
| 33    | Nathalie Santer         | +2:11,2 min    | 2 (0-2)      |
| 34    | Martina Glagow          | +2:12,0 min    | 1 (0-1)      |
|       |                         |                |              |
| 37    | Siegrid Pallhuber       | +2:18,6 min    | 2 (0-2)      |
| …     |                         |                |              |

Datum:19. Februar 2000

### Verfolgung 10 km
| Platz | Sportlerin              | Zeit/Rückstand | Schießfehler |
| ----- | ----------------------- | -------------- | ------------ |
| 01    | Magdalena Forsberg      | 031:53,8 min   | 2 (1-0-0-1)  |
| 02    | Uschi Disl              | 00+31,9 s00    | 3 (0-1-2-0)  |
| 03    | Florence Baverel-Robert | 00+42,4 s00    | 0 (0-0-0-0)  |
| 04    | Katrin Apel             | +1:02,1 min    | 6 (2-1-2-1)  |
| 05    | Andrea Henkel           | +1:05,7 min    | 3 (1-0-2-0)  |
| 06    | Martina Zellner         | +1:06,3 min    | 6 (2-2-1-1)  |
| 07    | Liv Grete Skjelbreid    | +1:24,7 min    | 7 (3-1-1-2)  |
| 08    | Swetlana Tschernoussowa | +1:32,9 min    | 4 (1-0-1-2)  |
| 09    | Galina Kuklewa          | +1:36,3 min    | 6 (0-4-1-1)  |
| 10    | Yu Shumei               | +1:42,6 min    | 2 (1-1-0-0)  |
|       |                         |                |              |
| 23    | Michela Ponza           | +2:41,6 min    | 3 (0-0-1-2)  |
| 24    | Martina Glagow          | +2:42,8 min    | 3 (0-1-1-1)  |
|       |                         |                |              |
| 33    | Nathalie Santer         | +3:09,5 min    | 4 (0-0-1-3)  |
|       |                         |                |              |
| 37    | Siegrid Pallhuber       | +3:20,3 min    | 4 (0-1-2-1)  |
| …     |                         |                |              |

Datum:20. Februar 2000

### Einzel 15 km
| Platz | Sportlerin         | Zeit/Rückstand | Schießfehler |
| ----- | ------------------ | -------------- | ------------ |
| 01    | Corinne Niogret    | 045:30,9 min   | 0 (0-0-0-0)  |
| 02    | Yu Shumei          | 00+53,3 s00    | 0 (0-0-0-0)  |
| 03    | Magdalena Forsberg | +1:16,9 min    | 2 (0-1-0-1)  |
| 04    | Tamami Tanaka      | +1:44,2 min    | 1 (0-0-0-1)  |
| 05    | Martina Halinárová | +1:44,4 min    | 0 (0-0-0-0)  |
| 06    | Katrin Apel        | +1:50,4 min    | 3 (1-2-0-0)  |
| 07    | Olena Petrowa      | +2:06,9 min    | 2 (0-1-0-1)  |
| 08    | Uschi Disl         | +2:10,7 min    | 3 (1-0-2-0)  |
| 09    | Alena Subrylawa    | +2:13,7 min    | 3 (1-0-1-1)  |
| 10    | Iryna Tananajka    | +2:32,7 min    | 0 (0-0-0-0)  |
|       |                    |                |              |
| 19    | Martina Zellner    | +4:06,2 min    | 5 (1-3-0-1)  |
|       |                    |                |              |
| 23    | Michela Ponza      | +4:36,0 min    | 1 (0-0-0-1)  |
|       |                    |                |              |
| 30    | Nathalie Santer    | +5:08,2 min    | 4 (0-2-0-2)  |
|       |                    |                |              |
| 40    | Andrea Henkel      | +6:02,0 min    | 5 (2-0-0-3)  |
|       |                    |                |              |
| 48    | Siegrid Pallhuber  | +7:38,9 min    | 6 (1-1-3-1)  |
| …     |                    |                |              |

Datum:22. Februar 2000

### Massenstart 12,5 km
| Platz | Sportlerin              | Zeit/Rückstand | Schießfehler |
| ----- | ----------------------- | -------------- | ------------ |
| 01    | Liv Grete Skjelbreid    | 038:51,7 min   | 2 (0-1-1-0)  |
| 02    | Galina Kuklewa          | 00+13,4 s00    | 2 (0-0-1-1)  |
| 03    | Corinne Niogret         | 00+23,6 s00    | 2 (0-0-1-1)  |
| 04    | Magdalena Forsberg      | 00+32,4 s00    | 3 (1-1-0-1)  |
| 05    | Katrin Apel             | 00+33,4 s00    | 3 (0-0-2-1)  |
| 06    | Irina Nikultschina      | 00+35,6 s00    | 2 (1-0-1-0)  |
| 07    | Martina Zellner         | +1:01,7 min    | 4 (1-0-1-2)  |
| 08    | Uschi Disl              | +1:05,2 min    | 4 (1-1-2-0)  |
| 09    | Swetlana Ischmuratowa   | +1:06,7 min    | 4 (1-1-1-1)  |
| 10    | Florence Baverel-Robert | +1:09,9 min    | 0 (0-0-0-0)  |
|       |                         |                |              |
| 16    | Andrea Henkel           | +2:11,5 min    | 3 (1-0-1-1)  |
| 17    | Martina Glagow          | +2:17,6 min    | 3 (2-0-1-0)  |
|       |                         |                |              |
| 24    | Katja Beer              | +3:23,1 min    | 2 (1-1-0-0)  |
|       |                         |                |              |
| DNF   | Nathalie Santer         |                | 8 (1-1-3-3)  |

Datum:26. Februar 2000

### Staffel 4 × 7,5 km
| Platz | Land/Sportlerinnen                                                                                                   | Zeit/Rückstand | Schießfehler                            |
| ----- | --- | -------------- | --------------------------------------- |
| 01    | Russland 0000Olga Pyljowa 0000Swetlana Tschernoussowa 0000Galina Kuklewa 0000Albina Achatowa                         | 01:32:19,8 h   | 0+5 1+9 0+0 0+3 0+3 1+3 0+2 0+0         |
| 02    | Deutschland 0000Uschi Disl 0000Katrin Apel 0000Andrea Henkel 0000Martina Zellner                                     | 00+22,7 s00    | 1+6 0+9 0+0 0+3 0+2 0+2 0+1 0+2 1+3 0+2 |
| 03    | Ukraine 0000Alena Subrylawa 0000Olena Petrowa 0000Nina Lemesh 0000Tetjana Wodopjanowa                                | +1:48,1 min    | 1+7 0+5 1+3 0+3 0+1 0+2 0+1 0+0 0+2 0+0 |
| 04    | Frankreich 0000Delphyne Burlet 0000Christelle Gros 0000Florence Baverel-Robert 0000Corinne Niogret                   | +2:20,2 min    | 1+3 1+7 1+3 0+1 0+0 1+3 0+0 0+2 0+0 0+1 |
| 05    | Norwegen 0000Gro Marit Istad-Kristiansen 0000Ann-Elen Skjelbreid 0000Liv Grete Skjelbreid 0000Gunn Margit Andreassen | +2:53,3 min    | 3+9 0+7 2+3 0+3 0+0 0+2 1+3 0+2 0+3 0+0 |
| 06    | Bulgarien 0000Pawlina Filipowa 0000Irina Nikultschina 0000Radka Popowa 0000Iwa Karagjosowa                           | +3:20,2 min    | 0+8 0+5 0+3 0+2 0+1 0+2 0+3 0+0 0+1 0+1 |
| 07    | Finnland 0000Katja Holanti 0000Annukka Mallat 0000Outi Kettunen 0000Sanna-Leena Perunka                              | +3:38,4 min    | 0+4 0+5 0+0 0+0 0+1 0+1 0+1 0+2 0+2 0+2 |
| 08    | Slowakei 0000Martina Halinárová 0000Anna Murínová 0000Marcela Pavkovčeková 0000Soňa Mihoková                         | +3:45,9 min    | 0+4 1+6 0+1 0+1 0+0 0+0 0+1 1+3 0+2 0+2 |
| 09    | Japan 0000Mami Shindō 0000Tamami Tanaka 0000Hiromi Suga 0000Ryōko Takahashi                                          | +4:05,0 min    | 0+2 2+8 0+0 2+3 0+1 0+0 0+0 0+2 0+1 0+3 |
| 10    | Tschechien 0000Kateřina Holubcová 0000Jitka Pešinová 0000Irena Česneková 0000Eva Háková                              | +4:50,2 min    | 0+4 0+4 0+0 0+1 0+0 0+0 0+2 0+0 0+2 0+3 |
| …     | |                |                                         |

Datum:25. Februar 2000

## Medaillenspiegel
| Platz | Nation              | Gold | Silber | Bronze | Gesamt |
| ----- | ------------------- | ---- | ------ | ------ | ------ |
| 01    | Norwegen            | 3    | 1      | 1      | 5      |
| 02    | Russland            | 2    | 4      | 0      | 6      |
| 03    | Frankreich          | 2    | 0      | 3      | 5      |
| 04    | Deutschland         | 1    | 3      | 3      | 7      |
| 05    | Österreich          | 1    | 1      | 0      | 2      |
| 06    | Schweden            | 1    | 0      | 1      | 2      |
| 07    | Volksrepublik China | 0    | 1      | 0      | 1      |
| 08    | Italien             | 0    | 0      | 1      | 1      |
| 08    | Ukraine             | 0    | 0      | 1      | 1      |

| Platz | Land        | Athlet               | Gold | Silber | Bronze | Gesamt |
| ----- | ----------- | -------------------- | ---- | ------ | ------ | ------ |
| 01    | Russland    | Pawel Rostowzew      | 1    | 3      | 0      | 4      |
| 02    | Norwegen    | Frode Andresen       | 1    | 1      | 0      | 2      |
| 03    | Deutschland | Frank Luck           | 1    | 0      | 2      | 3      |
| 04    | Frankreich  | Raphaël Poirée       | 1    | 0      | 1      | 2      |
| 05    | Osterreich  | Wolfgang Rottmann    | 1    | 0      | 0      | 1      |
| 05    | Russland    | Wiktor Maigurow      | 1    | 0      | 0      | 1      |
| 05    | Russland    | Sergei Roschkow      | 1    | 0      | 0      | 1      |
| 05    | Russland    | Wladimir Dratschow   | 1    | 0      | 0      | 1      |
| 09    | Norwegen    | Ole Einar Bjørndalen | 0    | 1      | 1      | 2      |
| 010   | Osterreich  | Ludwig Gredler       | 0    | 1      | 0      | 1      |
| 010   | Norwegen    | Egil Gjelland        | 0    | 1      | 0      | 1      |
| 010   | Norwegen    | Halvard Hanevold     | 0    | 1      | 0      | 1      |
| 13    | Italien     | René Cattarinussi    | 0    | 0      | 1      | 1      |
| 13    | Deutschland | Sven Fischer         | 0    | 0      | 1      | 1      |
| 13    | Deutschland | Peter Sendel         | 0    | 0      | 1      | 1      |
| 13    | Deutschland | Ricco Groß           | 0    | 0      | 1      | 1      |

| Platz | Land                | Athletin                | Gold | Silber | Bronze | Gesamt |
| ----- | ------------------- | ----------------------- | ---- | ------ | ------ | ------ |
| 01    | Norwegen            | Liv Grete Skjelbreid    | 2    | 0      | 0      | 2      |
| 02    | Russland            | Galina Kuklewa          | 1    | 1      | 0      | 2      |
| 03    | Schweden            | Magdalena Forsberg      | 1    | 0      | 1      | 2      |
| 03    | Frankreich          | Corinne Niogret         | 1    | 0      | 1      | 2      |
| 05    | Russland            | Olga Pyljowa            | 1    | 0      | 0      | 1      |
| 05    | Russland            | Swetlana Tschernoussowa | 1    | 0      | 0      | 1      |
| 05    | Russland            | Albina Achatowa         | 1    | 0      | 0      | 1      |
| 08    | Deutschland         | Katrin Apel             | 0    | 2      | 0      | 2      |
| 08    | Deutschland         | Uschi Disl              | 0    | 2      | 0      | 2      |
| 10    | Deutschland         | Martina Zellner         | 0    | 1      | 1      | 2      |
| 11    | China Volksrepublik | Yu Shumei               | 0    | 1      | 0      | 1      |
| 11    | Deutschland         | Andrea Henkel           | 0    | 1      | 0      | 1      |
| 13    | Frankreich          | Florence Baverel        | 0    | 0      | 1      | 1      |
| 13    | Ukraine             | Alena Subrylawa         | 0    | 0      | 1      | 1      |
| 13    | Ukraine             | Olena Petrowa           | 0    | 0      | 1      | 1      |
| 13    | Ukraine             | Nina Lemesh             | 0    | 0      | 1      | 1      |
| 13    | Ukraine             | Tetjana Wodopjanowa     | 0    | 0      | 1      | 1      |